# Karlsplatz
Karlsplatz (chiamata anche Stachus) è una piazza di Monaco di Baviera.

## Storia

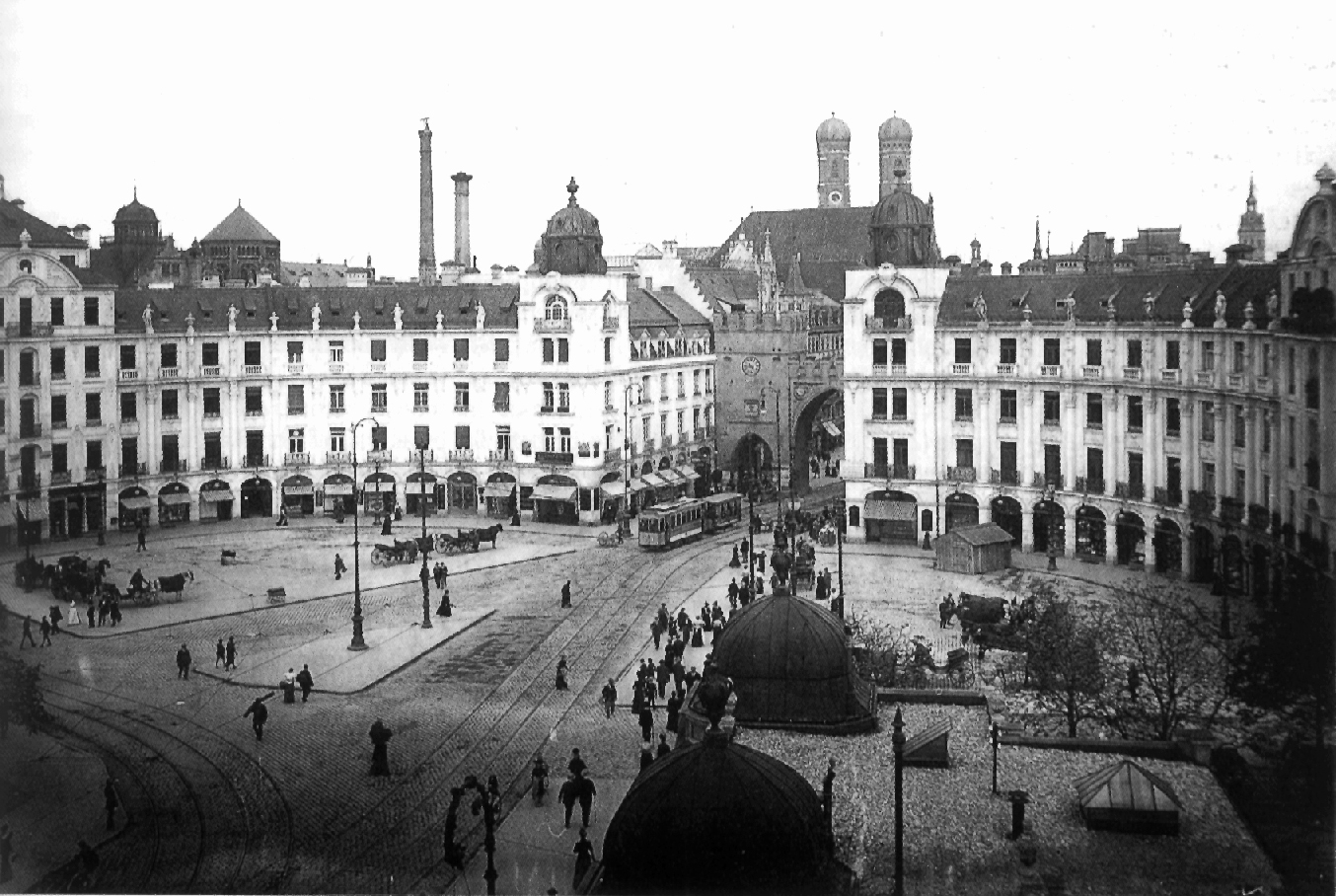
La piazza agli inizi del '900

Nel 1791, per volere del duca Carlo Teodoro, vennero distrutte le fortificazioni della città, per consentirne l'ampliamento. Nella zona occidentale, a ridosso delle vecchie mura e della conservata porta, venne creata una piazza intitolata al duca.
La piazza viene anche chiamata Stachus, in onore della più rinomata locanda della città, che dal 1759 si trova sul lato sud-est della piazza. Tra il 1899 e il 1902 l'architetto Gabriel von Seidl aggiunse due ali semicircolari al Karlstor, che si affacciano sulla piazza; tali edifici prendono il nome di Rondellbauten. Gli edifici furono costruiti in stile neobarocco, con tre piani ognuno, con le coperture a forma di torre; oggi questi edifici ospitano numerosi negozi. Sulla piazza si affaccia anche il Palazzo di Giustizia.
Negli anni sessanta la piazza venne chiusa al traffico e venne installata una grande fontana, detta Fontana delle Norne, rendendo così la piazza un punto di incontro per i cittadini di Monaco. Negli anni settanta, invece, l'area sottostante la piazza venne adibita a snodo della metropolitana e a centro commerciale.